# Hypolysia usambarica
Hypolysia usambarica é uma espécie de gastrópode  da família Subulinidae.
É endémica da Tanzânia.